# Smoking Hills

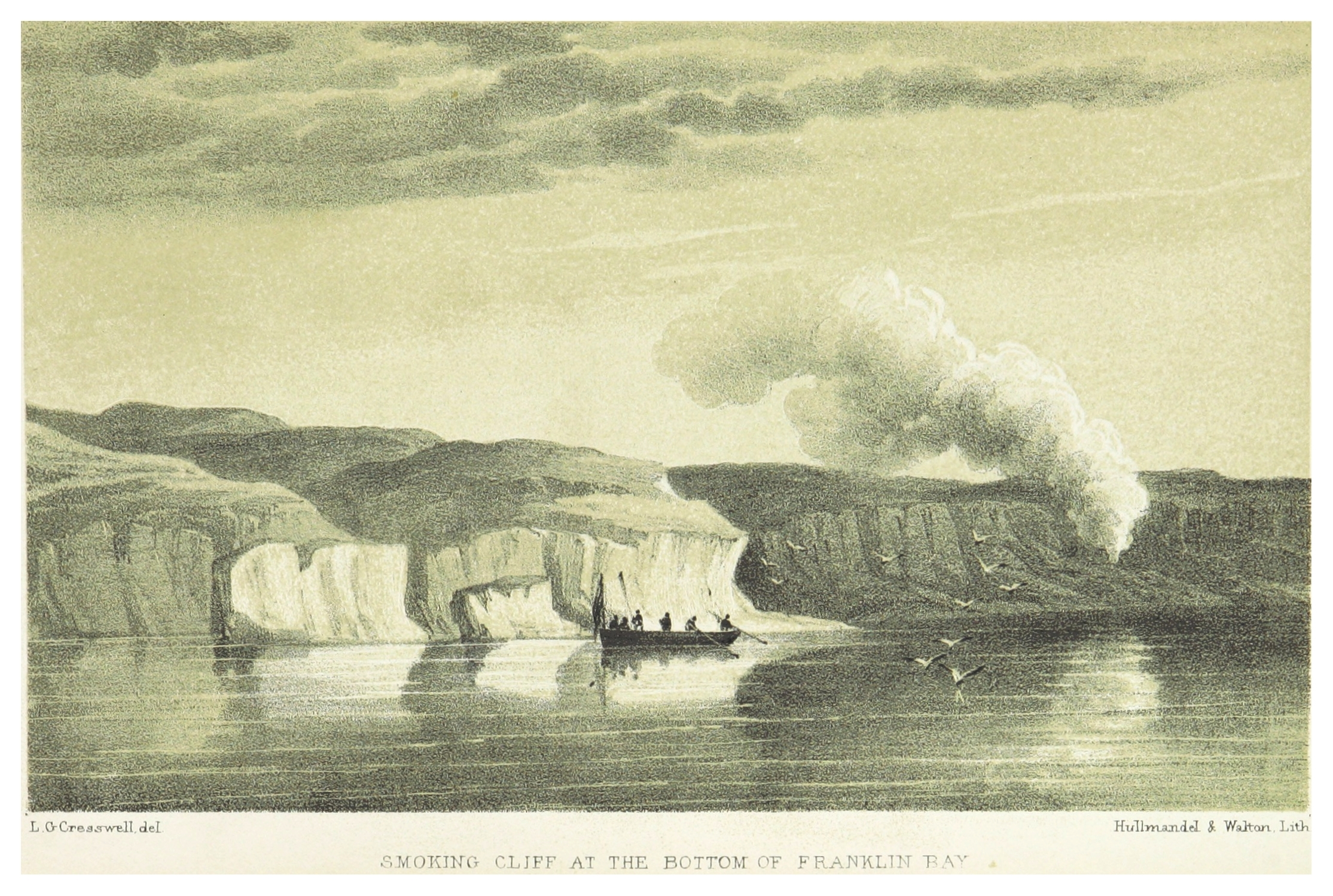
Illustration zum Bericht der McClure Expedition (1850/51)

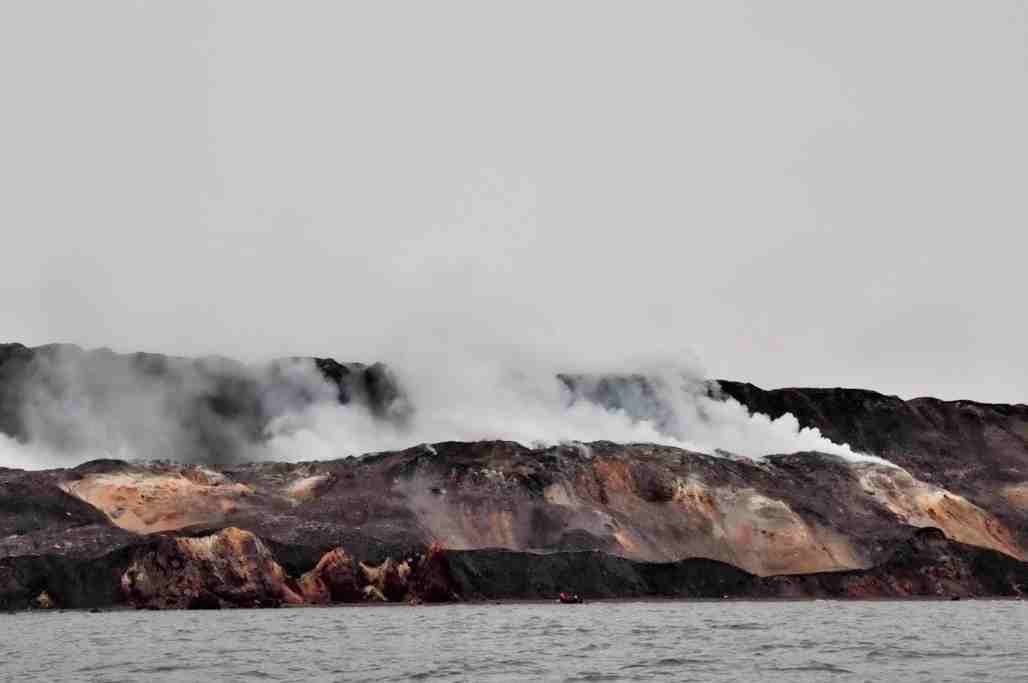
Smoking Hills (Rauchende Berge)

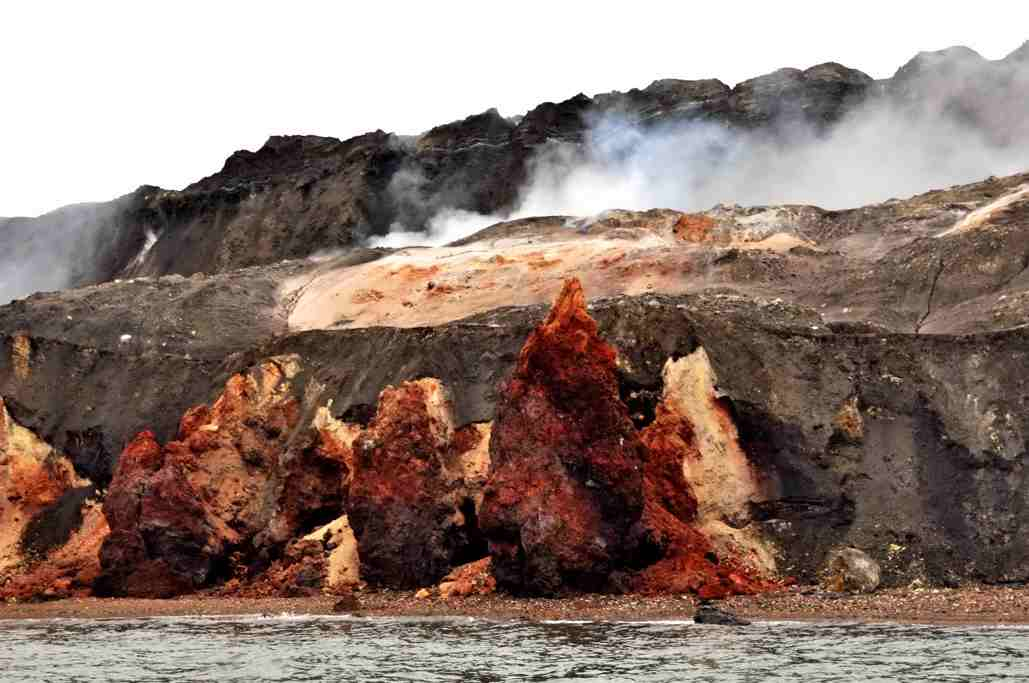
Von Jarosit gefärbte Klippe der Smoking Hills

Die Smoking Hills (deutsch: Rauchende Berge) sind eine auf dem Gebiet der kanadischen Nordwest-Territorien gelegene Steilküste an der Nordwest-Passage.

## Geographie
Die Smoking Hills erstrecken sich am Übergang des Amundsen-Golfs in die Beaufortsee in nordnordwestlicher Richtung fast 100 km entlang der Ostküste der Bathurst-Halbinsel bis in die Nähe von Cape Bathurst. Sie wurden von John Franklin während seiner 2. Polarexpedition 1826 entdeckt und benannt. Er und auch spätere Arktisforscher hielten den rauchenden Küstenstrich irrtümlich für vulkanischen Ursprungs.

## Geomorphologie, Geochemie und Umwelt
Die Steilküste der Smoking Hills durchziehen stark schwefel- und xylithaltige Schichten (Straten) von Ölschiefer, die ununterbrochen seit vielen Jahrhunderten infolge Selbstentzündung unter Einfluss von Luft-Sauerstoff und Meerwasserfeuchte dochtartig brennen. Sind die brennbaren Bestandteile „verglüht“, hat das Gestein seine Festigkeit verloren und erodiert ins Meer, wodurch weitere Schichten freigelegt werden. Die die Klippen färbenden Materialien bestehen im Wesentlichen aus Jarosit, einer Kalium-Eisensulfat-Verbindung. Das bei der Verbrennung des Schwefels entstehende Schwefeldioxid führte zu einer starken Versauerung der umliegenden flachen Tundra-Seen und -Sümpfe (pH-Werte bis unter 2) und ließ deutlich erhöhte Metall-Konzentrationen, u. a. von Aluminium, Eisen, Zink, Nickel, Mangan und Cadmium, entstehen. Die umgebenden Böden und Sedimentgesteine haben sich im Vergleich mit anderen Tundraregionen chemisch verändert. Angepasst an die Versauerung der Umgebung haben sich auch die hier vorkommenden Lebewesen (Biota); sie unterscheiden sich deutlich von denen, die an oder in den eher alkalischen Seen benachbarter Regionen leben.
Die Vorkommen von Xylit haben der ca. 100 km südöstlich der Smoking Hills gelegenen Inuit-Siedlung Paulatuk den Namen gegeben; Paulatuuq bedeutet „Ort der Kohle“.

## Tourismus
Die Smoking Hills werden von Zeit zu Zeit im arktischen Sommer von Kreuzfahrtschiffen und Expeditionsschiffen angelaufen, die die Nordwestpassage befahren.